# Virginia Grey
Virginia Grey (Los Angeles, 22 maart 1917 - Woodland Hills (Californië), 31 juli 2004) was een Amerikaanse actrice.

## Levensloop
Grey werd geboren in Los Angeles als dochter van regisseur Ray Grey. Grey debuteerde al op 10-jarige leeftijd in de filmwereld in Uncle Tom's Cabin uit 1927. Ze tekende een contract bij Metro-Goldwyn-Mayer en verscheen in verschillende films zoals Dramatic School (1938) en Another Thin Man (1939). In 1942 verliet ze Metro-Goldwyn-Mayer. In de jaren '40 speelde ze in een twintigtal films. Ze had destijds ook een knipperlichtrelatie met acteur Clark Gable, die op dat moment net weduwnaar geworden was na het overlijden van zijn vrouw, de actrice Carole Lombard. Gable huwde echter met Sylvia Ashley in 1949. Grey bleef acteren tot 1970. Airport was haar laatste film. Grey overleed in 2004 op 87-jarige leeftijd.

## Trivia
- Anna Torv speelt Virginia Grey in de serie The Pacific.

- Biblioteca Nacional de España: XX4912638
- Bibliothèque nationale de France: cb14607237b (data)
- Gemeinsame Normdatei: 1061566145
- International Standard Name Identifier: 0000 0001 2122 6242
- Library of Congress Control Number: no90007281
- Nationale bibliotheek van Australië: 35577715
- Nationale Bibliotheek van Israël: 987007352827805171
- SNAC: w6681732
- Système universitaire de documentation: 133217221
- Trove: 1001894
- Virtual International Authority File: 17474554
- WorldCat: E39PBJyWYmXBJcKwV3dFBqqCwC